# Adrian Ioan Vilău
Adrian Ioan Vilău (n. 29 septembrie 1963 la Timișoara) este un fost  deputat român în legislatura 1990-1992, ales în județul Caraș-Severin pe listele partidului FSN. În legislaturile 1992-1996 și 1996-2000, Adrian Ioan Vilău a fost ales pe listele PD. Adrian Ioan Vilău este de profesie avocat.

## Controverse
Pe 16 iunie 2009 Adrian Vilău a fost declarat colaborator al Securității de către Curtea de Apel București, decizia fiind definitivă.